# 津島壽一
津島 壽一（つしま じゅいち、新字体：寿一、1888年〈明治21年〉1月1日 - 1967年〈昭和42年〉2月7日）は、日本の大蔵官僚、政治家。位階は正三位、勲等は勲一等。
第二次世界大戦後の外債処理や賠償交渉に道筋をつけたことで知られる。

## 来歴・人物
愛媛県阿野郡坂出村（現・香川県坂出市）生まれ。旧制丸亀中学、旧制一高、1912年に東京帝国大学法科大学政治学科卒業。大蔵省に入省。理財局属
昭和戦前期の代表的な国際金融官僚であり、金解禁から昭和恐慌を経て高橋財政に至るまでの期間、海外駐在財務官（英、仏、米駐在）などの職にあって、一貫して第一線で実務に関わった。理財局長、大蔵次官、日本銀行副総裁、北支那開発総裁などを経て、1945年（昭和20年）2月、内閣書記官長に転じた蔵相石渡荘太郎の後任として小磯内閣の大蔵大臣に就任。終戦後の同年8月には東久邇宮内閣で再び大蔵大臣に就任した。同年10月5日、貴族院議員に勅選され、1946年（昭和21年）2月16日まで在任。
終戦処理内閣の蔵相として津島が直面したのは戦前に日本が発行した外債の支払い問題だった。敗戦国の外債処理といえばまず返済額の減額を交渉するのが常識と考えられていた時代にあって、津島は戦争で失った国際信用を回復することが重要と考え、元金の減額や利子の停止には一切ふれずに、ただ支払い期限の10年間先延ばしを求めるにとどまった。天皇の従弟を首班とする内閣の政策に懐疑的だった諸外国もこうした日本政府の対応には一定の評価を下した。
その後、公職追放となり、追放中の1948年（昭和23年）10月、兵器処理問題に関し、衆議院不当財産取引調査特別委員会に東久邇稔彦、渋沢敬三、次田大三郎らとともに証人喚問された。1951年（昭和26年）に追放解除。同年吉田茂に乞われてフィリピンとの賠償交渉に日本国主席全権大使としてあたる。フィリピンの要求額と、日本が提示額の間には数倍の開きがあり、交渉は多難を極めたが、4年越しの地道な交渉により、沈没船の引き揚げその他の役務や生産財の現物供与などを含めることで両国は合意に至った。
1953年（昭和28年）の第3回参議院議員通常選挙に自由党公認で全国区から立候補し初当選。自由民主党合流後は第1次岸改造内閣で防衛庁長官を務めた。1959年（昭和34年）、第5回参議院議員通常選挙に自由民主党公認で香川県地方区から立候補し再選された。
1963年、長らくスポーツの育成発展に努め世界スポーツ界での日本の地位向上に尽くすなど体育振興に寄与したとして藍綬褒章受章。1964年秋の叙勲で勲一等瑞宝章受章（勲二等からの昇叙）。1965年、銀杯一組を賜った。1967年1月、坂出市名誉市民。
郷里の後輩である大平正芳に勧めて大蔵省に入省させたことや、谷崎潤一郎の一高同期の親友としても知られた。
1967年（昭和42年）2月7日死去、79歳。死没日をもって勲一等旭日大綬章追贈、従三位から正三位に叙される。

## 役職
- 日本棋院理事長（1949年-1951年）、日本棋院総裁（1955年-1967年）
- 日本体育協会会長[注釈 2]
- 1964年東京オリンピック組織委員会初代会長（後任は安川第五郎）[注釈 2][14][15]
- 日本オリンピック委員会委員長[注釈 2]
- 全日本交通安全協会会長

## 官僚時代の年譜
- 1912年7月：大蔵省に入省。理財局属[2]
- 1912年11月：高等文官試験を合格[2]
  - 1914年5月：欧州各国・支那出張[2]
- 1916年1月：淀橋税務署長
- 1916年5月：幸橋税務署長
- 1916年11月：専売局参事補 兼 専売局長官官房 兼 理財局
- 1917年2月：専売局参事補 兼 専売局長官官房 兼 理財局 兼 臨時調査局金融部
- 1917年3月14日：大蔵大臣秘書官（事務担当）
- 1918年6月：参事官 兼 大蔵大臣秘書官（事務担当）
- 1918年9月29日：参事官
- 1920年5月10日：参事官 兼 理財局臨時調査課長
- 1920年8月23日：参事官 兼 理財局臨時調査課長 兼 大蔵大臣秘書官
- 1923年9月19日：参事官 兼 理財局臨時調査課長 兼 大蔵大臣秘書官秘書官（事務担当）
  - 1923年12月：欧米各国出張（〜1924年6月）[2]
- 1924年1月21日：参事官 兼 理財局国庫課長 兼 理財局臨時調査課長 兼 大蔵大臣秘書官秘書官（事務担当）
- 1924年1月29日：参事官 兼 理財局国庫課長 兼 理財局臨時調査課長
- 1924年5月30日：参事官 兼 理財局国庫課長
- 1925年10月：参事官 兼 理財局国庫課長 兼 支那関税特別会議帝国代表議員
- 1926年8月：理財局国庫課長
- 1927年5月24日：海外駐在財務官（英、仏、米駐在）
  - 1933年8月：帰朝[2]
- 1934年2月15日：理財局長
- 1934年7月10日：大蔵次官 兼 理財局長
- 1934年7月13日：大蔵次官
- 1936年3月13日：退官

## 著書
- 『谷崎と私』（中央公論社、1953）
- 『芳塘随想』（全16集、芳塘刊行会、1955-1966）、各・非売品の随想集
- 『芳塘随想 第17集 我国の国際貸借及び対外金融 遺稿拾遺1』（芳塘刊行会、1968）、追録 芳塘先生の終焉
- 『芳塘随想 第18集 津島寿一遺稿集 遺稿拾遺2』（芳塘刊行会、1979）、綾子夫人追悼も含む
- 『芳塘随想 第19集 津島寿一遺稿集 遺稿拾遺3』（芳塘刊行会、1982）、追想・追悼集